# 茶臼山高原両生類研究所
茶臼山高原両生類研究所（ちゃうすやまこうげんりょうせいるいけんきゅうじょ）は、長野県下伊那郡根羽村にある自然科学博物館。通称「カエル館」。

## 概要
茶臼山高原にある私設博物館で2001年4月22日に開館した。建物は羽根村の観光センターとして昭和30年代前半に建築された木造2階建ての建物を利用しており、館内には根羽村の天然記念物であるネバタゴガエルなど茶臼山高原周辺に生息するカエルを中心に13種のカエルを生体展示している。このほかカエルグッズ約300点や長野・愛知・静岡・岐阜の岩石や化石を約100点と茶臼山高原に生息する動植物の写真を約30点展示している。
また、館内には磁気異常がみられる磁気スポットと呼ばれるポイントがあり、この場がパワースポットとして知られている。

## 交通アクセス
- 中央自動車道「飯田山本IC」より車で約60分[3]